# Godfrey Hounsfield
Godfrey Newbold Hounsfield (Newark-on-Trent, 28 agosto 1919 – Kingston upon Thames, 12 agosto 2004) è stato un ingegnere britannico, premio Nobel per la medicina nel 1979, insieme a  Allan Cormack, per i suoi lavori sulla tomografia computerizzata a raggi X.

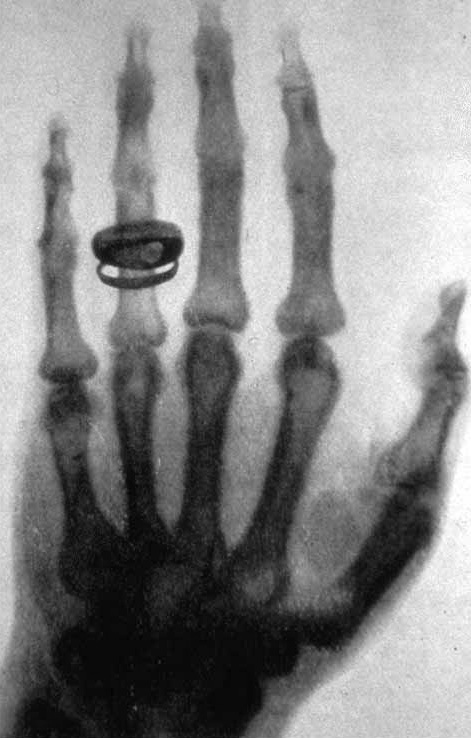
Radiografia della mano di Rudolf Albert von Kölliker eseguita da Röntgen

Il lavoro di Hounsfield rappresenta un'evoluzione delle scoperte di Wilhelm Conrad Röntgen, vincitore nel 1901 del Premio Nobel per la fisica per aver scoperto i raggi X.  Röntgen, rinomato professore universitario tedesco, scoprì i raggi X che permettono di guardare direttamente all'interno del corpo umano e, quindi, di facilitare l'analisi di alcune patologie.

## Biografia

### Infanzia e adolescenza
Godfrey Newbold Hounsfield è nato il 28 agosto del 1919, in un piccolo villaggio, Newark, in Nottinghamshire, situato al centro dell'Inghilterra. Thomas Hounsfield, padre di Godfrey, era un ingegnere ma alla fine del primo conflitto mondiale comprò un podere a Nottingham e si dedicò all'agricoltura. Godfrey fu l'ultimo di cinque fratelli, molto più grandi di lui; ciò fu ritenuto vantaggioso dallo stesso in quanto gli permise di coltivare i propri  interessi, come quello maturato per le macchine agricole e i dispositivi tecnici usati nell'azienda di famiglia. Nell'autobiografia dello stesso, presente sul Nobel Foundation Web page, si legge:
(Godfrey Hounsfield)
Questo interesse fu coltivato anche grazie ad uno zio, Leslie Hounsfield, famoso inventore, che progettò un'automobile: the Trojan. Ispirato dal successo dello zio, tra il 1930 e il 1937 ha costruito un fonografo ( strumento ideato da Thomas Edison per poter registrare e riprodurre i suoni ), un aliante con cui ha effettuato delle esperienze di volo dalla cima di balle di fieno e, sempre nello stesso periodo, ha eseguito esperimenti con sfere di catrame per vedere quanto potessero essere spinte in alto da un getto d'acqua. Egli rimase particolarmente colpito da quest'esperienza, infatti in una sua testimonianza si legge: "Potrebbe sembrare uno scherzo della memoria, ma sono sicuro che una volta sono riuscito ad ottenere un'altitudine di 1000 piedi!". Godfrey Hounsfield ha frequentato la Magnus Grammar School  di Newark. Tuttavia, ritenendo maggiormente interessanti gli esperimenti da lui stesso ideati, non si dedicò assiduamente agli studi accademici, trascorrendo la maggior parte del suo tempo libero a mettere in pratica le sue idee. La sua infanzia ebbe dei notevoli riscontri sulla sua vita. Egli, infatti, a differenza degli altri premi Nobel, non risentì di un'educazione accademica particolarmente rigida. Questo gli permise di maturare idee libere da qualsiasi tipo di condizionamento, e di cercare qualunque modo per applicarle a livello pratico.

### Esperienza nella R.A.F
Nel 1932 cominciò a frequentare il Guilds College a Londra ma allo scoppio della seconda guerra mondiale  si arruolò come riservista nella R.A.F. (Royal Air Force), dove ottenne l'incarico di istruttore dei meccanici dei radar, ruolo molto ricercato in quanto in tempo di guerra la Gran Bretagna riteneva importante arruolare persone in grado di far funzionare questa nuova tecnologia di fondamentale importanza bellica. Ma Hounsfield non si limitò al ruolo d'insegnante; non a caso proprio in questi anni scoprì l'oscilloscopio (strumento che permette di visualizzare l'andamento dei segnali elettrici). Per gli importanti compiti svolti durante la seconda guerra mondiale, nel 1945, ricevette un certificato di riconoscimento e, sempre nello stesso anno, iniziò i suoi studi presso il Faraday House Electrical College a Londra, dove si laureò nel 1951.

### E.M.I.
Subito dopo il conseguimento della laurea venne assunto dalla EMI (Electric and Musical Industries), azienda di fama mondiale che si occupava sia di incisione di dischi, sia di ricerca e sviluppo delle strumentazioni elettroniche usate nell'ambito della registrazione. Grazie alla disponibilità di considerevoli fondi economici per la ricerca, Hounsfield ebbe la possibilità di approfondire i suoi studi sul radar e su alcune armi, che si rivelarono indispensabili nella guerra fredda. Successivamente, intorno al 1955, focalizzò la sua attenzione sui computer, che proprio in questo periodo si stavano affermando sul  mercato mondiale; in particolare si interessò alla progettazione di sistemi di archiviazione dati e, nel 1958, divenne il responsabile di una squadra che progettò e realizzò il primo computer esistente in Gran Bretagna: l'EMIDEC 1100. Questo non soddisfece le aspettative del mercato, in quanto aveva un dispositivo troppo lento. Lo stesso Hounsfield in una dichiarazione affermò che il transistor usato nell'EMIDEC 1100 non era sufficientemente veloce, anzi molto più lento dei semiconduttori usati nella maggior parte dei computer progettati in quel periodo.
Tuttavia il problema fu presto risolto inserendo all'interno del transistor un nucleo magnetico in grado di far aumentare considerevolmente la velocità del computer. Dopo aver completato il lavoro per l'EMIDEC 1100, si trasferì presso la sede dell'EMI dedicata alla ricerca. Qui ebbe l'opportunità di soddisfare tutti i suoi interessi  e di vedere realizzate le proprie idee, la maggior parte delle quali risultò inutile, come il progetto per aumentare la memoria dei computer della stessa azienda, rivelatosi irrealizzabile.

## Computed Assisted Tomography (C.A.T.)

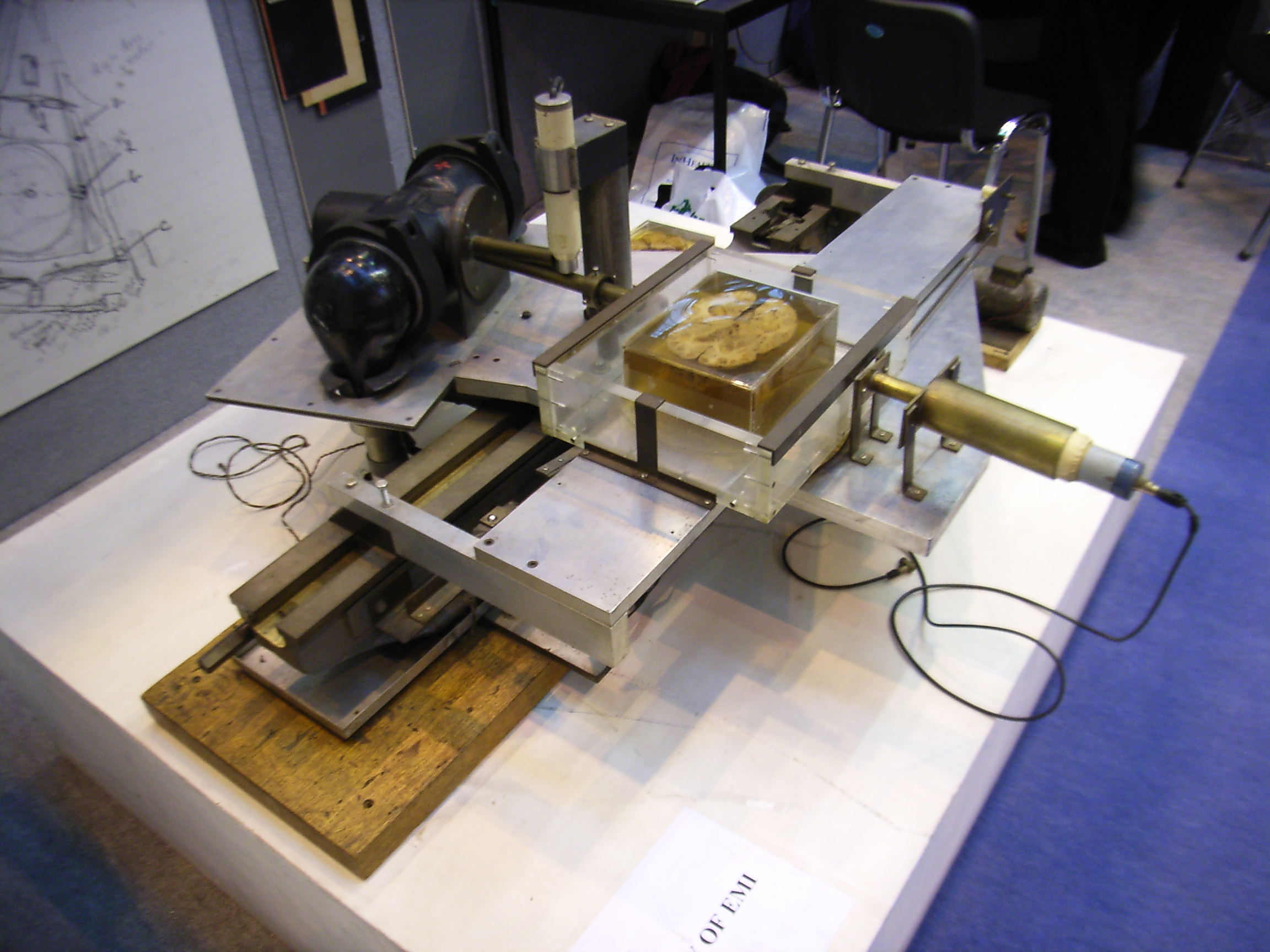
Prototipo del primo dispositivo che usava la tecnologia della tomografia computerizzata

### Storia

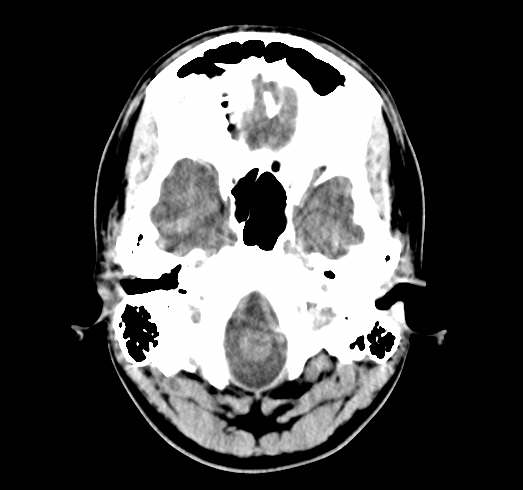
Immagine di una scansione TC del cervello.

Ricostruzione assiale di una scansione TC di un encefalo sede di un glioblastoma.

Mentre Hounsfield svolgeva una ricerca sui computer in grado di riconoscere le immagini (il primo dispositivo scanner), si chiese se fosse possibile per un computer riconoscere altri tipi di immagini, per esempio quelle generate dai raggi X. Un ruolo di particolare importanza fu svolto dall'articolo, pubblicato nel 1917 da Johann Karl August Radon, in cui viene descritto un metodo per rappresentare un'immagine bidimensionale a partire da equazioni matematiche. Hounsfield rielaborò quanto letto nell'articolo per cercare di ampliare l'utilizzo dei raggi X e di migliorare le immagini prodotte con questi. I raggi X,  infatti, sono efficienti solo se i tessuti interessati hanno una considerevole differenza di densità. Per esempio i raggi X non possono essere utili nella diagnosi di una patologia riguardante l'encefalo, sia perché questo è protetto dal cranio sia perché i tessuti che lo compongono hanno simile densità. Per risolvere questo problema Hounsfield intuì che se avesse considerato raggi X di diversa lunghezza d'onda avrebbe ottenuto un'immagine stratificata che sarebbe stata rielaborata da una macchina adatta, in modo da ottenere una riproduzione tridimensionale, e quindi molto più realistica, del tessuto esaminato. Era il 1967. Immediatamente venne comunicato quanto scoperto al British Departement of Health and Social.
Un interessante aneddoto di questa vicenda vede come protagonisti un gruppo di Liverpool che ha lasciato un segno indelebile nella storia della musica, i Beatles, i quali incisero il loro primo disco alla EMI, aumentando notevolmente la disponibilità economica della casa discografica. In particolare Paul McCartney, membro del prestigioso gruppo, decise di investire il suo denaro nella ricerca di Hounsfield, pensando che quanto scoperto potesse essere di grande aiuto per la scienza. E così fu. Hounsfield, grazie a quest'avvenimento, portò avanti la sua ricerca e, qualche anno dopo, costruì un modello della macchina da lui ideata, esordendo in maniera del tutto singolare: tra lo stupore e l'ammirazione di tutti, mostrò l'immagine dell'encefalo di un manzo, trasportato personalmente dallo stesso Hounsfield  nel traffico londinese. Tuttavia le difficoltà non mancarono, il dispositivo impiegava nove giorni per rielaborare l'immagine, tempo che può avere notevoli conseguenze per un paziente che necessita di una diagnosi urgente. Nel 1967 la macchina per la tomografia computerizzata, C.A.T. (computed assisted tomography), fu rivisitata e il tempo di rielaborazione ridotto a due ore. Il primo dispositivo venne installato nel 1971 nell'Atkinson Morley's Hospital di Wimbledon, mentre nel 1972 la EMI Corporation annunciò che la C.A.T. era in produzione.

### EMI CT 1000
Il primo modello, chiamato EMI CT 1000, venne mostrato nello stesso anno a Chicago. Questo era in grado di riprodurre immagini accurate solo del tessuto cerebrale e impiegava ore per acquisire i dati necessari e giorni per rielaborarli. L'EMI CT 1000 era composto da quattro parti:
- un generatore di raggi X;
- l'unità di scansione, composta dal tubo attraverso cui passano i raggi X e da un rilevatore opposto ad esso;
- l'unità visiva, dove appare l'immagine scannerizzata;
- un computer che rielabora i dati.

Il paziente veniva posizionato sopra una tavola con la testa posta dentro la macchina; l'unità di scansione ruotava di 180°, un grado la volta, intorno alla testa del paziente, immagazzinando 160 immagini da ogni posizione, per un totale di 28.800 immagini che venivano prima convertite in segnali elettrici, rielaborati dal computer che, infine, forniva l'immagine del cervello, grazie alla quale era possibile apprezzare i diversi tessuti di cui è composto. I medici, subito, riconobbero il valore e l'utilità della C.A.T. e, nonostante il prezzo fosse molto elevato, circa $300.000, cifra considerevole per quel periodo, la EMI Corporation non ebbe difficoltà a vendere il prodotto anzi, nel 1975, era pronta a lanciare sul mercato un nuovo modello in grado di effettuare la scansione dell'intero corpo umano. Le tecnologie usate per la produzione della C.A.T. miglioravano rapidamente e, soprattutto, i tempi di acquisizione dei dati e della loro rielaborazione diminuivano vistosamente; questo ebbe notevoli conseguenze sia in ambito diagnostico che per il paziente stesso, il quale non era più costretto a rimanere immobile per un lungo periodo.

### Premi e riconoscimenti
Godfrey Hounsfield, soprattutto negli anni '70, ebbe numerosi riconoscimenti dalle università più prestigiose di tutto il mondo per la scoperta effettuata e per le importanti conseguenze che questa ha avuto in campo diagnostico. Tra tutti questi riconoscimenti ricordiamo:
- nel 1972 il "MacRobert Award" dall'Associazione degli ingegneri;
- nel 1974 il "Barclay Prize" dall'Istituto britannico dei radiologi;
- nel 1976 il "Duddell Medal and Prize" dall'Istituto della fisica e, nello stesso anno, il "Gairdner Foundation International Award"[14].

La soddisfazione più importante arrivò quando nel 1979 vinse con Allan Cormack il Premio Nobel per la medicina. Nel 1981, inoltre, fu nominato cavaliere ( sir ), titolo che per un inglese è un riconoscimento importante tanto quanto il Premio Nobel.

### Contributo per la risonanza magnetica
Negli ultimi anni della sua vita Hounsfield continuò a interessarsi alla ricerca, dedicandosi anche alla risonanza magnetica nucleare, che fu scoperta nel 1946 dai fisici Felix Bloch e Edward Purcell e perfezionata solo intorno al 1970 grazie a Raymond Vahan Damadian e Paul Lauterbur. Negli anni '70-'80, tuttavia, la gente era molto diffidente nei confronti di tutto ciò che si chiamava "nucleare", per questo il nuovo dispositivo fu diffuso solamente con il nome di "risonanza magnetica". Hounsfield si mostrò particolarmente interessato al nuovo dispositivo sia per soddisfare gli interessi economici dell'azienda per cui lavorava, la EMI, sia perché comprese l'importanza in ambito diagnostico della nuova tecnologia emergente, contribuendo a migliorarla.
Sir Godfrey Hounsfield si spegne a Londra il 12 agosto 2004, all'età di 84 anni, dopo aver dedicato tutta la sua vita al progresso scientifico.
Oggi la tomografia computerizzata e la risonanza magnetica sono tra i dispositivi maggiormente utilizzati in medicina, soprattutto in campo diagnostico, in quanto permettono di effettuare elaborazioni tridimensionali di sezioni o strati corporei del paziente.